# Cuculus lepidus
Cuculus lepidus là một loài chim trong họ Cuculidae.